# Gata Facula
La Gata Facula è una struttura geologica della superficie di Mercurio.